# Швецов, Александр Васильевич
Алекса́ндр Васи́льевич Швецо́в (род. 17 декабря 1980, Москва) — российский футболист, полузащитник.

## Биография
Родился 17 декабря 1980 года в Москве. В детстве с родителями проживал в ГДР, где его отец, советский и российский футболист, защитник, Василий Швецов, играл с 1982 по 1987 годы в составе клуба «Шталь» из Хеннигсдорфа. Племянник Александра — хоккеист Никита Коростелёв.
Воспитанник СДЮСШОР «Динамо», (Москва). В 17 лет перешёл в дубль ЦСКА (Москва). Дебютировал в большом футболе в 2000 году в составе ЦСКА, сыграв в сезоне 2000/01 единственный матч в составе этой команды, заменив Валерия Минько на 60-й минуте игры. На почве разногласий с главным тренером ЦСКА Валерием Газзаевым в 2001 году был вынужден покинуть команду, перейдя в «Химки». В составе этого клуба первого дивизиона играл на протяжении трёх с половиной лет, до 2004 года. В том же году по личной инициативе перешёл в томскую «Томь», заключив с сибирским клубом двухлетний контракт. Отыграл за «Томь» 11 матчей первого круга чемпионата и в 2005 году принял предложение махачкалинского «Анжи» присоединиться к составу. Проведя 17 игр за «Анжи» и не увидев перспективы продвижения команды из первого дивизиона, вернулся в Томск. В 2007—2008 годах был игроком футбольного клуба «Крылья Советов» (Самара). В «Крылья» перешёл по окончании контракта с «Томью» зимой 2007 года из латвийского клуба «Юрмала», где он отыграл год в аренде. В первом круге чемпионата 2007 провёл за «Крылья» 12 игр, забил один гол, в матче против команды «Луч-Энергия». Перед выездным матчем с «Рубином» получил на тренировке 13 июня 2007 года травму, что помешало ему принять участие в трёх последних матчах первого круга. В августе 2007 года в «Крыльях» сменился главный тренер — вместо Сергея Оборина пришёл Александр Тарханов, который долгие годы дружил с отцом Швецова и знал Сашу с самого раннего детства. При всём хорошем человеческом отношении к Швецову, Тарханов принципиально не видел его в основном составе, так что во втором круге Александр почти не играл. В начале 2008 года, после очередной смены руководства в «Крыльях Советов», на правах аренды перешёл в московское «Торпедо», выступавшее в первом дивизионе. Сыграв в 2 матчах первенства 2008 года, 29 апреля 2008 года покинул команду в связи с досрочным расторжением трудового договора. С августа выступал за новосибирскую «Сибирь». В феврале 2009 года на правах свободного агента перешёл в «Химки», заключив контракт по схеме «1+1». В 2010 году контракт Швецова продлён не был, и футболист покинул команду.
С начала 2010 года выступал за подольский «Витязь», а 28 августа подписал контракт с курским «Авангардом».
В российской Премьер-лиге провёл 28 матчей, забил 1 гол.